# Maxime Dominguez
Maxime Dominguez (* 1. Februar 1996 in Genf) ist ein Schweizer Fussballspieler, der auf der Position des Mittelfeldspielers spielt.

## Karriere

### Vereine
Maxime Dominguez spielt seit seiner Jugend bei Servette FC Genève und erhielt im Jahr 2014 seinen ersten Profivertrag. Sein Debüt für den Servette FC gab er am 17. Februar 2014 gegen den FC Vaduz. Sein erstes Tor erzielte er neun Tage später am 26. Februar 2014 beim 1:4-Auswärtssieg gegen den FC Chiasso.
Im Februar 2015 wechselte er zuerst leihweise vom Servette FC zum FC Zürich, ehe ihn Zürich im Oktober 2015 fest verpflichtete. Mit dem Verein gewann er als Ersatzspieler 2016 den Schweizer Cup.
Im Sommer 2016 schloss sich Dominguez dem FC Lausanne-Sport an. Nach dem Abstieg der Mannschaft in die Challenge League 2018 konnte er sich dort als Stammspieler durchsetzen und spielte noch zwei weitere Jahre für den Verein. 2020 wechselte er zum Ligakonkurrenten Neuchâtel Xamax.
Nachdem sein Vertrag mit Neuchâtel Xamax nicht verlängert worden war, verließ er im Juni 2021 die Schweiz und wechselte zum polnischen Zweitligisten Miedź Legnica. Am 10. Juli 2021 unterzeichnete er einen Zweijahresvertrag bei dem Verein. Dort konnte er sich als Stammspieler durchsetzen und stieg mit der Mannschaft 2022 in die Ekstraklasa auf. Nach einer weiteren Saison dort verpflichtete ihn im Sommer 2023 zunächst der amtierende polnische Meister Raków Częstochowa. Noch innerhalb derselben Transferperiode verließ Dominguez Ende Juli 2023 den Verein jedoch wieder und wechselte stattdessen nach Portugal zum dortigen Erstligisten Gil Vicente FC.

### Nationalmannschaft
Dominguez spielte für Schweizer Juniorennationalmannschaften.

## Erfolge
- Polnischer Zweitligameister und Aufstieg in die Ekstraklasa: 2022